# GR-130
El GR-130, denominado Camino Real de la Costa y Medianías, es un sendero de Gran Recorrido que discurre el perímetro de La Palma (Canarias, España).

## Recorrido
Las etapas del sendero:
- Etapa 1: Santa Cruz de La Palma – Puntallana
- Etapa 2: Puntallana – Barlovento
- Etapa 3: Barlovento – Garafía
- Etapa 4: Garafía – Tijarafe
- Etapa 5: Tijarafe – Los Llanos de Aridane
- Etapa 6: Los Llanos de Aridane – Fuencaliente
- Etapa 7: Fuencaliente – Villa de Mazo
- Etapa 8: Villa de Mazo – Santa Cruz de La Palma